# Motor bicilíndric en V
Un motor bicilíndric en V, conegut també pel seu nom anglès, V-twin (literalment, "bessó en V") i abreujat motor V2, és un motor de combustió interna de dos cilindres, disposats en una configuració en forma de V.
Tot i que han estat àmpliament associats a les motocicletes, també es produeixen motors V-twin per a la indústria d'equips elèctrics i se'n troben sovint en tallagespes, tractors petits i generadors elèctrics i, més rarament, en automòbils.

## Història

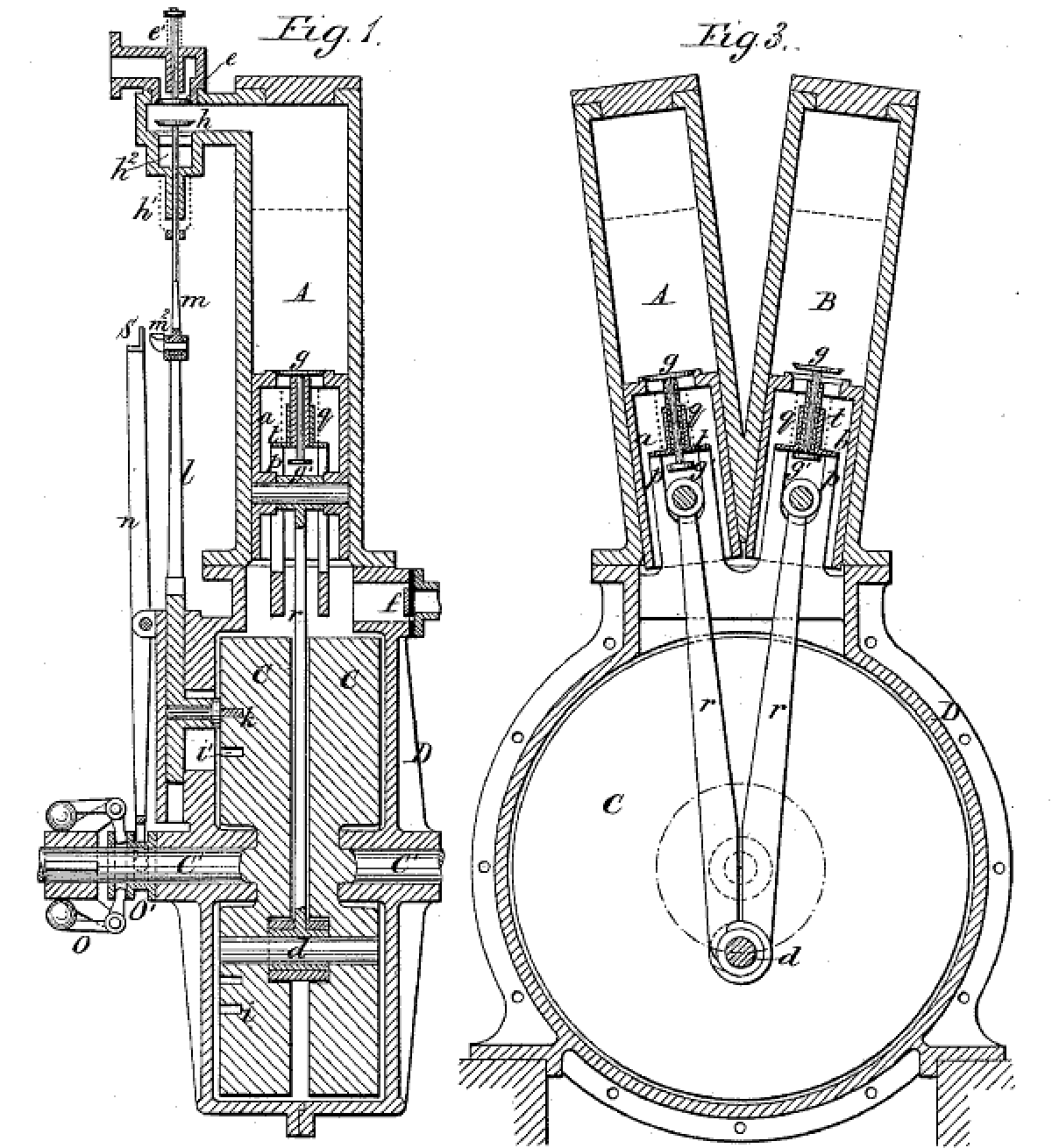
El motor bicilíndric en V de Gottlieb Daimler de 1889.

Gottlieb Daimler va construir un motor V-twin el 1889. Es va fer servir inicialment com a font d'energia per a propulsar embarcacions. També es va fer servir en el segon automòbil de Daimler el mateix 1889, el Stahlradwagen. Aquell motor va ser també fabricat sota llicència a França per Panhard et Levassor.

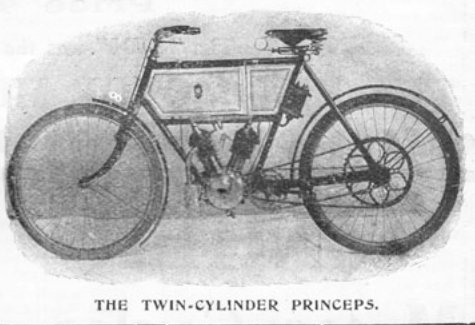
Motor bicilíndric en V Princeps (novembre de 1902).

El novembre de 1902, l'empresa britànica Princeps AutoCar Co va anunciar la sortida a la venda de la seva motocicleta bicilíndrica i el 1903, altres empreses van produir també bicilíndriques, entre elles la 90 degree XL-ALL (fabricada per Eclipse Motor & Cycle Co al Regne Unit). També el 1903, Glenn Curtiss als Estats Units i NSU a Alemanya, van començar a construir motors V-twin per a les seves motocicletes. Peugeot, que feia servir motors Daimler V-twin fabricats per Panhard en els seus primers automòbils, va construir els seus propis motors V-twin al començament del segle xx. Una motocicleta Norton equipada amb el motor V-twin de Peugeot va guanyar el primer TT de l'illa de Man el 1907.